# Helsingborg (commune)
La commune d'Helsingborg est une commune suédoise du Comté de Scanie. La population s’élève à 149 407 habitants (2021). Son chef-lieu se trouve à Helsingborg.

## Localités
| - Allerum - Bårslöv - Domsten - Fjärestad - Fleninge - Gantofta - Görarp - Grå läge - Hasslarp - Hässlunda - Helsingborg - Hittarp - Hjörtshög | - Kattarp - Kvistofta - Magnihill-Lydestad - Mörarp - Påarp - Rydebäck - Tånga och Rögle - Utvälinge - Vallåkra - Väla by - Välinge - Ödåkra - Östra Ramlösa |